# Corona 94
Corona 94 – amerykański satelita rozpoznawczy do wykonywania zdjęć powierzchni Ziemi. Dziewiętnasty statek serii KeyHole-4A tajnego programu CORONA. Kamery obu kapsuł pracowały poprawnie. Przechwycono tylko jedną z kapsuł (1019-1) – 3 maja 1965 nad Oceanem Spokojnym. Drugiej, 8 maja, z powodu usterki i utraty orientacji w trakcie powrotu do atmosfery, nie udało się odzyskać. Sześćdziesięciokilogramowa kapsuła spłonęła w atmosferze po 40 dniach od startu misji, 8 czerwca 1965.

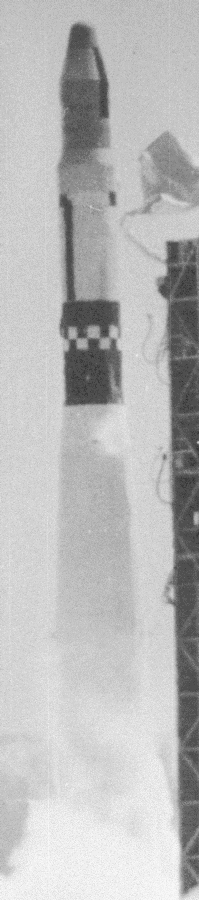
Start rakiety Thor Agena D z satelitą Corona 94